# Física de astropartículas
La física de astropartículas o astrofísica de partículas es un campo relativamente reciente de investigación que se dedica al estudio de las partículas elementales de origen astrofísico. Está muy relacionado con los campos de la física de partículas, la astrofísica y la cosmología, sin olvidarse además de campos como el de la relatividad, la física de detectores, la astronomía y la física del estado sólido. La aparición de este campo fue parcialmente promovida por el descubrimiento de la oscilación de los neutrinos, teniendo un rápido desarrollo tanto en la parte teórica como en la experimental desde principios de 2000.

## Historia
El campo de la física de astropartículas ha evolucionado de la astronomía óptica. Con  el crecimiento de la tecnología de los detectores apareció la ya madura astrofísica, que incluye varios campos de la física tales como la mecánica, electrodinámica, termodinámica, física de plasmas, física nuclear, relatividad y física de partículas. La física de partículas encontró a la astrofísica necesaria debido a la dificultad de producir partículas con energías comparables a las que se pueden encontrar en el espacio. Por ejemplo, el espectro energético de los rayos cósmicos contiene partículas con energías del orden de {\displaystyle 10^{20}eV}, mientras que una colisión protón-protón en el LHC (Large Hadron Collider) ocurre en el rango de {\displaystyle 10^{12}eV}.
Se puede decir que este campo de la física se originó en 1910, cuando el físico alemán Theodor Wulf midió la ionización en el aire, un indicador de la radiación gamma, en la base y la cúspide de la Torre Eiffel. Encontró que había de lejos una mayor ionización en la cúspide de la que se esperaba si solo se atribuyese a este tipo de radiación las fuentes de origen terrestre.
El físico austriaco Victor Francis Hess hipotetizó que parte de la ionización sería causada por la radiación procedente del cielo. Para probar su hipótesis, Hess diseñó instrumentos capaces de operar a grandes alturas y realizar medidas de la ionización. Entre 1911 y 1913, Hess hizo diez vuelos para medir meticulosamente los niveles de ionización. Según cálculos previos, no esperaba que hubiese ninguna ionización a partir de los 500 m de altitud si las fuentes terrestres fuesen las únicas fuentes causantes de la radiación. Sus medidas, sin embargo, revelaron que a pesar de que los niveles de ionización inicialmente decrecen con la altitud, estos bruscamente comienzan a aumentar a cierto altura. En las máximas altitudes de sus vuelos, encontró que los niveles de ionización eran mucho mayores que en la superficie. Hess pudo concluir que "una radiación de gran poder penetrante entra en nuestra atmósfera desde fuera". Es más, uno de los vuelos de Hess fue durante un eclipse solar casi total y, ya que no observó una bajada en los niveles de ionización, razonó que la fuente de esta "radiación de gran poder penetrante" debería de ser más lejana. Por este descubrimiento, Hess sería uno de los galardonados con el Premio Nobel de Física en 1936. En 1925, Robert Millikan confirmó los descubrimientos de Hess y acuñó el término "rayos cósmicos".

## Temas de investigación
A pesar de que puede ser difícil decidir un libro estándar que describa el campo de la física de astropartículas, el campo puede ser caracterizado por los temas de investigación en los que hay una dedicación activa. La revista Astroparticle Physics acepta artículos (o papers) que estén centrados en el desarrollo de las siguientes áreas de investigación:
- Física de rayos cósmicos ultraenergéticos y astrofísica;
- Cosmología de partículas;
- Fenómenos astrofísicos relacionados: supernovas, núcleos activos de galaxias (AGNs), abundancia cósmica, materia oscura, etc.;
- Astronomía de rayos gamma de altas energías (high-energy), VHE (very high-energy) y UHE (ultra high-energy);
- Astronomía de neutrinos de alta y baja energía (high- and low-energy);
- Desarrollo de instrumentación y detectores necesarios para las áreas arriba descritas.

### Cuestiones abiertas
Una de las principales tareas para el futuro del campo es simplemente definir cuidadosamente el propio campo y diferenciarse de la astrofísica y otros temas relacionados.
Algunas de las preguntas a las que intenta responder son las siguientes: ¿De qué está hecho el Universo? ¿Tienen los protones una vida finita? ¿Cuáles son las propiedades de los neutrinos? ¿Cómo influyen los neutrinos en la evolución del Universo? ¿Qué nos dicen sobre el interior del Sol, la Tierra o las supernovas? ¿Cuál es el origen de los rayos cósmicos? ¿Qué aspecto tiene el cielo a energías extremas? ¿Cuál es la naturaleza de la gravedad? ¿Podemos detectar ondas gravitacionales?
De los problemas actuales sin resolver dentro del campo de la física de astropartículas se incluye la caracterización de la materia oscura y la energía oscura. Observaciones de la velocidad orbital de las estrella en la Vía Láctea y otras galaxias, empezadas por Walter Baade y Fritz Zwicky en la década de 1930, junto con observaciones de las velocidades de galaxias en clusters o cúmulos galácticos encuentran movimiento que excede la densidad de energía de la materia visible necesaria para dar una explicación a su dinámica. Desde los años noventa algunos candidatos se han encontrado para explicar parcialmente algo de la materia oscura que falta, pero no son para nada suficientes para ofrecer una explicación completa. El descubrimiento de un universo acelerado sugiere que una gran parte de la materia oscura que falta está almacenada como energía oscura en un vacío dinámico.
Otra pregunta para la física de astropartículas es por qué hay más materia que antimateria en el universo actual. Bariogenesis es el término asignados a los procesos hipotéticos que producen un número desigual de bariones y antibariones en el universo temprano, siendo este el motivo por el cual el universo está hecho en la actualidad de materia y no de antimateria.

## Instalaciones experimentales
El rápido desarrollo de este campo ha llevado al diseño de nuevos tipos de infraestructuras. En laboratorios subterráneos o con telescopios, antenas y satélites especialmente diseñados, la física de astropartículas emplea nuevos métodos de detección para observar un amplio rango de partículas cósmicas, incluyendo neutrinos, rayos gamma y rayos cósmicos de altas energías. También buscan indicios de materia oscura y ondas gravitacionales. La parte experimental de este campo está limitada por la tecnología de los aceleradores terrestres, que son solo capaces de producir una pequeña fracción de las energías que se pueden encontrar en la naturaleza.
A continuación se presentan algunas instalaciones, experimentos y laboratorios involucrados en la física de astropartículas:

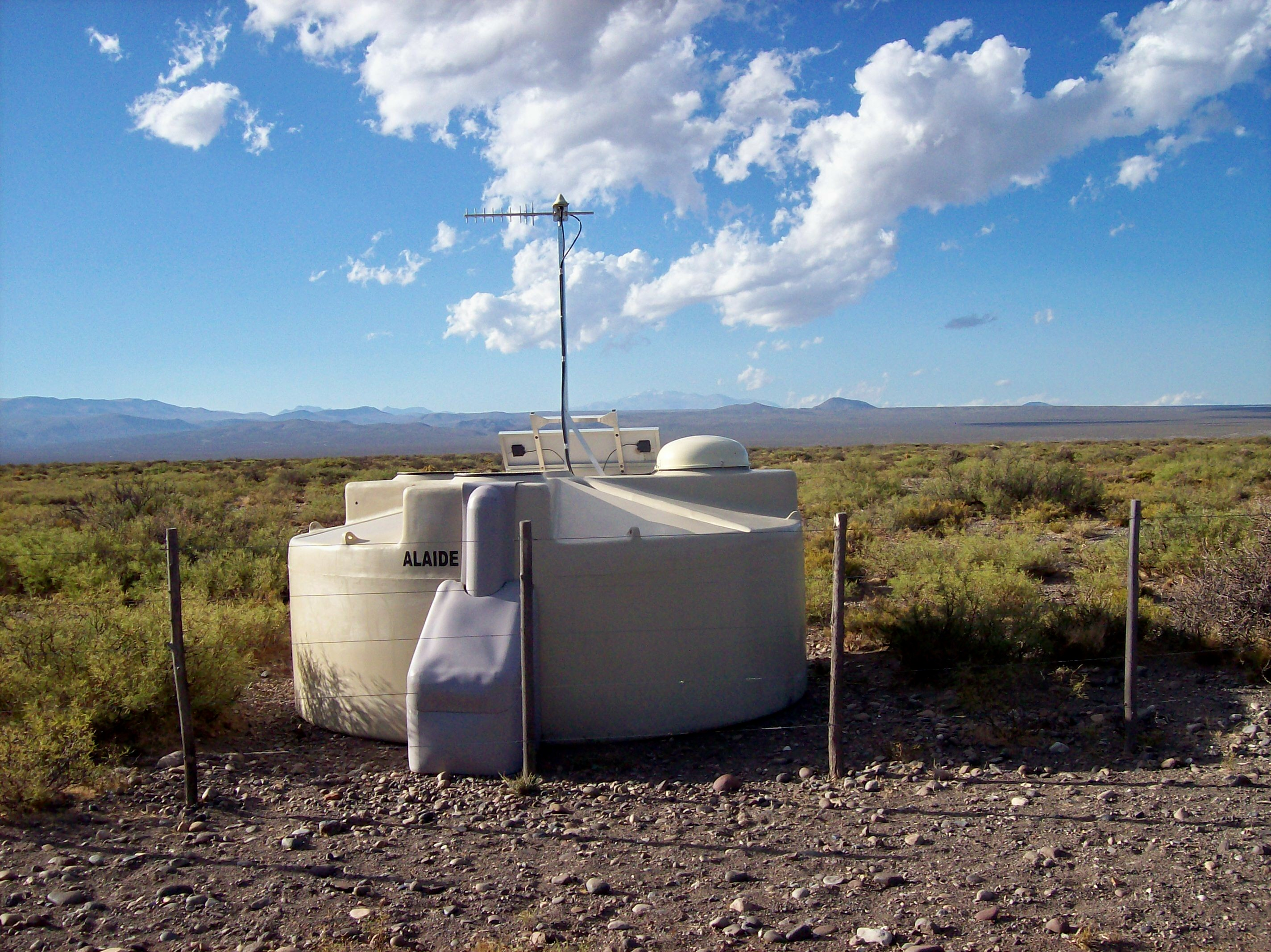
Tanque de agua para detectar rayos cósmicos, Observatorio Pierre Auger (Malargüe)

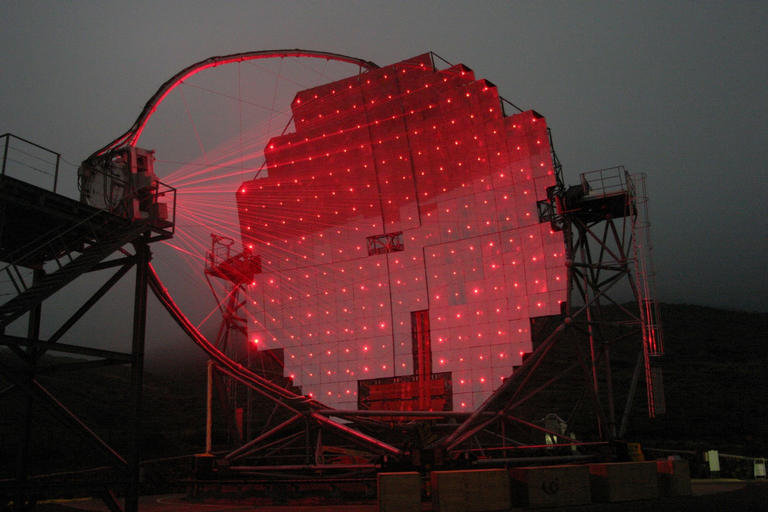
Telescopio MAGIC en la isla canaria de La Palma.

- IceCube (Antártica). El detector de partículas más grande del mundo fue completado en diciembre de 2010. El objetivo del detector es investigar neutrinos de alta energía, buscar por materia oscura, observar supernovas y buscar partículas exóticas como los monopolos magnéticos.[5]
- Telescopio ANTARES (Tolón, Francia). Un detector de neutrinos de 2.5 km de longitud bajo el Mar Mediterráneo, en la costa de Toulon. Diseñado para localizar y observar el flujo de neutrinos en la dirección del hemisferio sur.[6]
- BOREXINO, un detector en tiempo real instalado en el Laboratorio Nacional del Gran Sasso (bajo la montaña Gran Sasso, en Italia), diseñado para detectar neutrinos procedentes del Sol con un objetivo (target) centelleador.[7]
- Observatorio Pierre Auger (Malargüe, Argentina). Detecta e investiga rayos cósmicos de alta energía usando dos técnicas. Una es estudiando la interacción de las partículas con tanques de agua pura situados en la superficie que actúan como detectores. La otra técnica es seguir la trayectoria de las cascadas de partículas a través de la observación de la luz ultravioleta emitida en la atmósfera.[8]
- CERN Axion Solar Telescope (CAST). Busca axiones que se hayan originado en el Sol.
- Proyecto NESTOR (Pilos, Grecia). El objetivo de la colaboración internacional es el desarrollo de un telescopio de neutrinos en el suelo marítimo de la costa de Pilos.
- Observatorio Kamioka. Es un laboratorio de neutrinos y ondas gravitacionales localizado bajo tierra en la mina Mozumi, cerca de la sección de Kamioka de la ciudad de Hida, en la prefectura de Gifu, Japón.
- Laboratorio Nacional del Gran Sasso (bajo la montaña Gran Sasso, Italia). Es un laboratorio que alberga varios experimentos y requiere un entorno con bajo ruido de fondo. Sus salas de experimentos están cubiertas por 1400 m de roca, protegiendo a los experimentos de los rayos cósmicos.
- SNOLAB (Canadá). Laboratorio bajo tierra expandido del ya acabado proyecto SNO. Busca principalmente materia oscura, aunque también trabaja en observar supernovas.
- Telescopios como MAGIC, HESS o el más importante del mundo, el HAWC, que estudian los rayos gamma de muy alta energía.
- Experimentos LIGO y LISA. Estudian las ondas gravitacionales.
- DAMA, XENON y CRESST. Estudian materia oscura.
- Red europea de astropartículas ASPERA. Comenzó en julio de 2006 y es responsable de coordinar y financiar investigaciones nacionales en física de astropartículas.

- Proyecto Telescope Array (Delta, Utah). Un experimento para la detección de rayos cósmicos ultra energéticos (UHECRs) usando una red de telescopios en la superficie y técnicas de fluorescencia.